# Disturbios en Urumqi de 1989
Los disturbios en Urumchi de 1989, también conocido como incidente del 19 de mayo de 1989, tuvo lugar en la ciudad de Urumchi, capital de Sinkiang en China, en mayo de 1989 que comenzó con la marcha de manifestantes musulmanes y finalmente se convirtió en un ataque violento contra la torre de oficinas del PCCh de Sinkiang en la Plaza del Pueblo el 19 de mayo de 1989.
La causa inmediata fue un libro llamado Sexual Customs (en chino: 性 风俗) publicado en 1987 que pretendía describir la vida sexual de los musulmanes y molestó a algunas hui de Gansu, Ningxia y Sinkiang. Los manifestantes, principalmente uigur y hui, inicialmente realizaron una marcha ordenada y exigieron al gobierno que destruyera Sexual Customs y castigara a los autores del libro. Sin embargo, la protesta terminó en disturbios, donde casi 2000 manifestantes derribaron automóviles, rompieron ventanas y algunos atacaron al personal de la oficina del PCCh. El gobierno envió 1200 policías armados para dispersar a la multitud y arrestó a 173 manifestantes.
La publicación de "Sexual Customs" finalmente fue prohibida, y los autores Ren Chen (editor de Shanxi People's Publishing House), Sonya (el corrector de pruebas de Shanxi People's Publishing House) y el gerente de Shanxi People's Publishing House, Bi Jianying, fueron sancionados. Ren Chen fue condenado a un año y seis meses de prisión;mientras Bi Jianying fue sentenciado a servicio comunitario durante un año.